# 万顺镇
万顺镇，是中华人民共和国重庆市长寿区下辖的一个乡镇级行政单位。

## 行政区划
万顺镇下辖以下地区：
万顺村、四重村、白合村、院子村、万花村、东风村、石龙村和垭口村。